# Diocese de Santíssima Conceição do Araguaia
A Diocese de Santíssima Conceição do Araguaia (Dioecesis Sanctissimae Conceptionis de Araguaya) é uma circunscrição eclesiástica da Igreja Católica no Brasil, pertencente à Província Eclesiástica de Belém do Pará e ao Conselho Episcopal Regional Norte III da Conferência Nacional dos Bispos do Brasil, sendo sufragânea da Arquidiocese de Belém do Pará. A sé episcopal está na Catedral de Nossa Senhora da Conceição, na cidade de Conceição do Araguaia, no estado do Pará.

## Histórico
A 27 de março de 1976, pela bula Ne Diutius do Papa Paulo VI, foi erigida a Prelazia de Santíssima Conceição do Araguaia, desmembrada das prelazias de Cristalândia e Marabá. A 16 de outubro de 1979, pela bula Cum Praelatura do Papa João Paulo II, foi elevada a diocese. Em 6 de novembro de 2019 parte do seu território foi cedido para a ereção da Prelazia de Alto Xingu-Tucumã.

## Antiga prelazia
Antes da ereção definitiva de Santíssima Conceição do Araguaia (Territorialis Praelatura Sanctissimae Conceptionis de Araguaya), em 1979, uma outra prelazia carregou esse nome, tendo inclusive sé na mesma cidade. A antiga prelazia foi erigida em 1911, porém, em 1969, a sede é transferida para a cidade de Marabá, sendo que a atual Diocese de Marabá é a herdeira legal da primeira Santíssima Conceição do Araguaia.

## Situação geográfica
Sudeste do Estado do Pará e pequeno território no Noroeste do Estado do Tocantins. Limites: Diocese de Marabá (PA), Miracema do Tocantins (TO)e Tocantinopólis (TO); Prelazias de Cristalândia (TO-GO), São Félix (MT-TO) e Xingu (PA).

### Demografia
Em 2004, a diocese contava com uma população aproximada de 270.000 habitantes, com 74,1% de católicos.
O território da diocese é de 52.145 km², organizado em 9 paróquias. A diocese abrange os seguintes municípios: Conceição do Araguaia, Redenção, Santana do Araguaia, Santa Maria das Barreiras, Rio Maria, Xinguara, Floresta do Araguaia, Piçarra, Pau d'Arco, Cumaru do Norte, Bannach e Sapucaia

## Paróquias
- Paróquia Nossa Senhora da Conceição (catedral), Conceição do Araguaia
- Paróquia Cristo Redentor, Redenção
- Paróquia Nossa Senhora das Graças, Redenção
- Paróquia São José Carpinteiro, Xinguara
- Paróquia Cristo Libertador, São Geraldo do Araguaia
- Paróquia Senhora Sant'Ana, Santa Maria das Barreiras
- Paróquia Nossa Senhora Aparecida, Rio Maria
- Paróquia Sagrado Coração de Jesus, Santana do Araguaia
- Paróquia Nossa Senhora das Dores, Floresta do Araguaia
- Paróquia Nossa Senhora de Guadalupe, Piçarra

## Bispos
Cronologia da administração local:
|        | Nome                                   | Período   | Notas                           |
| Bispos | Bispos                                 | Bispos    | Bispos                          |
| ------ | -------------------------------------- | --------- | ------------------------------- |
| 4º     | Dom Dominique Marie Jean Denis You     | 2006-     | atual                           |
| 3º     | Dom Pedro José Conti                   | 1995-2004 | foi nomeado bispo de Macapá     |
| 2º     | Dom Patrício José Hanrahan, CSSR       | 1979-1993 | faleceu                         |
| 1º     | Dom Frei Estêvão Cardoso de Avelar, OP | 1976-1978 | foi nomeado bispo de Uberlândia |

## Institutos Masculinos
- Instituto dos Irmãos Maristas das Escolas (Barreira dos Campos – Santana do Araguaia)
- Sociedade dos Missionários do Sagrado Coração de Jesus (Redenção)
- Pia Sociedade de São Francisco Xavier para as Missões Estrangeiras (Redenção)
- Ordem dos Pregadores (Xinguara)

## Institutos Femininos
- Congregação das Irmãs Sacramentinas ( Xinguara)
- Instituto das Irmãs Missionárias de Santa Teresinha do Menino Jesus (Conceição do Araguaia)
- Congregação das Irmãs de N. Sra. do Calvário (Floresta do Araguaia)
- Congregação das Irmãs Clarissas Franciscanas Missionárias do Santíssimo Sacramento (Redenção)
- Congregação das Irmãs de Jesus Bom Pastor (Redenção)
- Congregação das Beneditinas da Divina Providência (Rio Maria)
- Congregação das Irmãs Missionárias Carmelitas (Santana do Araguaia)